# Mike Trout
Michael Nelson Trout (nascido em 7 de agosto de 1991) é um jogador profissional de beisebol que atua como campista central pelo Los Angeles Angels da Major League Baseball (MLB). Trout foi convocado oito vezes para o All-Star Game e recebeu o título de MVP da American League (AL) em 2014, 2016 e 2019 (ficando em segundo nas votações dos anos de  2012, 2013, 2015 e 2018).
Trout foi a primeira escolha dos Angels na primeira rodada do draft da MLB de 2009 e fez uma breve aparição nas grandes ligas 2011 ainda adolescente. Se tornou jogador titular pelos Angels na temporada seguinte e venceu o título de Novato do Ano da American League em 2012 de forma unânime. Está sob contrato com os Angels até a temporada de 2030.
Apelidado de "The Millville Meteor", as performances de Trout tem recebido elogios tanto da mídia quanto dos sabermétricos (especialistas em estatísticas de beisebol). É considerado um dos mais excepcionais jovens jogadores na história do beisebol, bem como um dos melhores jogadores da atualidade em toda MLB.
Em 2019, ele assinou uma extensão contratual de doze anos com o Los Angeles Angels, totalizando um montante de 426 milhões de dólares, fazendo dele o atleta mais bem pago das ligas esportivas dos Estados Unidos até aquele ano.